# The Hand Luggage Studio
The Hand Luggage Studio – debiutancki album bluesowego muzyka Sosnowskiego, początkowo wydany własnym sumptem 7 września 2018 i ponownie 4 października 2019 w wytwórni Mystic Production. Nominacja do Fryderyka 2020 w kategorii Album Roku Blues.

## Lista utworów
| Nr  | Tytuł utworu                                     | Długość |
| --- | ------------------------------------------------ | ------- |
| 1.  | „Stealing, Robbing, Naked Swimming”              | 4:16    |
| 2.  | „Głową w dół”                                    | 3:33    |
| 3.  | „Prosta piosenka o przemijaniu” (fea. Hook Benz) | 3:46    |
| 4.  | „Moonshine”                                      | 3:27    |
| 5.  | „Where Do We Go”                                 | 3:52    |
| 6.  | „Na złom”                                        | 3:48    |
| 7.  | „What?”                                          | 3:52    |
| 8.  | „Give Me My Money Back”                          | 3:05    |
| 9.  | „Graveyard”                                      | 3:43    |
| 10. | „Gniew”                                          | 3:46    |
| 11. | „Run on”                                         | 3:28    |
| 12. | „I Ain’t Going Home”                             | 3:02    |
|     |                                                  | 43:38   |